# Мансурове (Курська область)
Мансурове (рос. Мансурово) — село в Совєтському районі Курської області Російської Федерації.
Населення становить 154 особи. Входить до складу муніципального утворення Мансуровська сільрада.

## Історія
Населений пункт розташований на території українського етнічного та культурного краю Східна Слобожанщина.
Від 2004 року входить до складу муніципального утворення Мансуровська сільрада.

## Населення
| 2002 | 2010 |
| ---- | ---- |
| 176  | ↘154 |